# Herregårde i Viborg Amt
Herregårde i Viborg Amt før 1970
Før Kommunalreformen i 1970 bestod amtet af tolv herreder:

## Fjends Herred
- Stårupgård – Højslev Sogn
- Ørslev Kloster – Ørslevkloster Sogn
- Strandet – Ørum Sogn
- Tårupgård – Tårup Sogn
- Lundgård – Gammelstrup Sogn

## Harre Herred
- Østergård, Åsted Sogn
- Hegnet, Tøndering Sogn

## Hids Herred
- Grauballegård, Svostrup Sogn
- Allinggård – Svostrup Sogn
- Alling Skovgård – Svostrup Sogn
- Øster Kejlstrup – Gødvad Sogn
- Vester Kejlstrup – Balle Sogn
- Sejlgård – Funder Sogn
- Moselund – Engesvang Sogn

## Hindborg Herred
- Gammel Skivehus – Skive Landsogn
- Krabbesholm – Resen Sogn

## Houlbjerg Herred
- Ormstrup – Sahl Sogn
- Østergård – Vellev Sogn
- Hagsholm – Houlbjerg Sogn
- Bidstrup – Granslev Sogn
- Frijsendal – Haurum Sogn

## Lysgård Herred
- Marsvinslund – Vium Sogn
- Aunsbjerg – Sjørslev Sogn
- Palstrup – Højbjerg Sogn
- Vinderslevholm – Vinderslev Sogn

## Middelsom Herred
- Randrup – Vinkel Sogn
- Vindum Overgård – Vindum Sogn
- Himmestrup – Lee Sogn
- Ulstrup Slot – Sønder Vinge Sogn
- Skjern Hovedgård – Skjern Sogn

## Nørlyng Herred
- Asmild Kloster – Asmild Sogn
- Hald Hovedgård – Dollerup Sogn
- Boller – Romlund Sogn
- Sødal Rødding Sogn

## Nørre Herred (Jylland)
- Astrup (Grinderslev Sogn), Grinderslev Sogn
- Grinderslev Kloster, Grinderslev Sogn
- Eskjær, Grinderslev Sogn
- Jungetgård, Junget Sogn
- Kjeldgård, Selde Sogn

## Rinds Herred
- Lerkenfeld – Vesterbølle Sogn
- Korsøgård – Simested Sogn
- Lille Restrup – Hvam Sogn
- Hersomgård – Hersom Sogn
- Holmgård – Skals Sogn
- Lynderupgaard – Lynderup Sogn
- Nørreris – Lynderup Sogn

## Rødding Herred
- Spøttrup, Rødding Sogn
- Kærgårdsholm, Håsum Sogn
- Bustrup, Ramsing Sogn
- Hostrup (Lem Sogn), Lem Sogn
- Kås, Lihme Sogn

## Sønderlyng Herred
- Tjele Gods – Tjele Sogn
- Vingegård – Nørre Vinge Sogn
- Viskum – Viskum Sogn
- Fussingø – Ålum Sogn